# 167 هـ
167 هـ هي سنة في التقويم الهجري امتدت مقابلةً في التقويم الميلادي بين سنتي 783 و784.

## وفيات
- بشار بن برد
- حماد بن سلمة